# Centro de las Artes San Agustín
El Centro de las Artes San Agustín o CaSa es un centro de arte fundado por Francisco Toledo dedicado a la formación, creación y experimentación artística, ubicado en el barrio Vista Hermosa de la localidad San Agustín Etla, 17 km al norte de la ciudad de Oaxaca de Juárez.
Su sede es la exfábrica de hilados y tejidos La Soledad, fundada en 1883. En la década de 1980, el inmueble quedó en abandono y en el año 2000 fue adquirido por Francisco Toledo con la finalidad de crear el primer centro de arte ecológico de Latinoamérica. El diseño de la reforma edilicia estuvo a cargo de la arquitecta Claudina López Morales y recibió el apoyo financiero del CONACULTA a través del Centro Nacional de las Artes, el Gobierno del Estado de Oaxaca y fundaciones privadas.
El CaSa se conforma por un conjunto de espacios dedicados a la creación profesional y a la iniciación artística. Las instalaciones incluyen:
- Sala de exposiciones
- Laboratorio ecológico de fotografía
- Taller no-tóxico de gráfica tradicional equipado con ElectroEtch
- Taller de gráfica digital
- Seis habitaciones dedicadas al alojamiento de artistas residentes

Asimismo ofrece cursos, talleres, seminarios y diplomados en diferentes áreas artísticas como dirección y producción escenográfica, composición musical, curaduría y gestión de exposiciones, entre otros. Las actividades del centro priorizan la enseñanza y producción artística orientada a temas ecológicos y de atención a la comunidad.

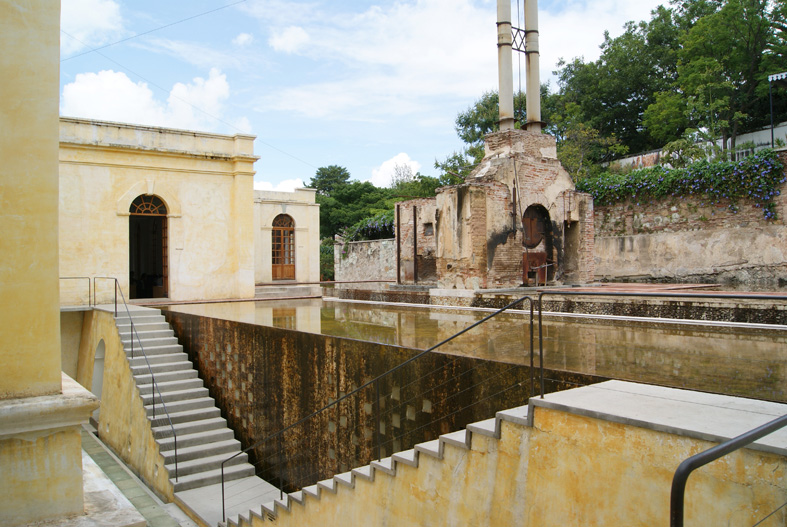
Espejo de agua frente a la biblioteca del CaSa
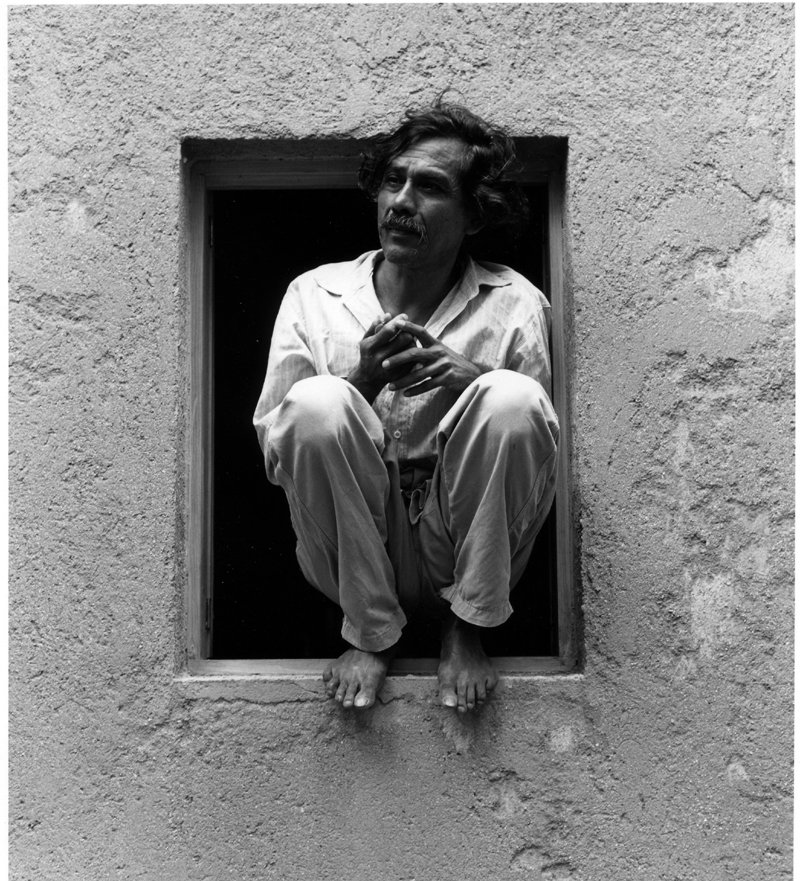
Francisco Toledo fundador del CaSa
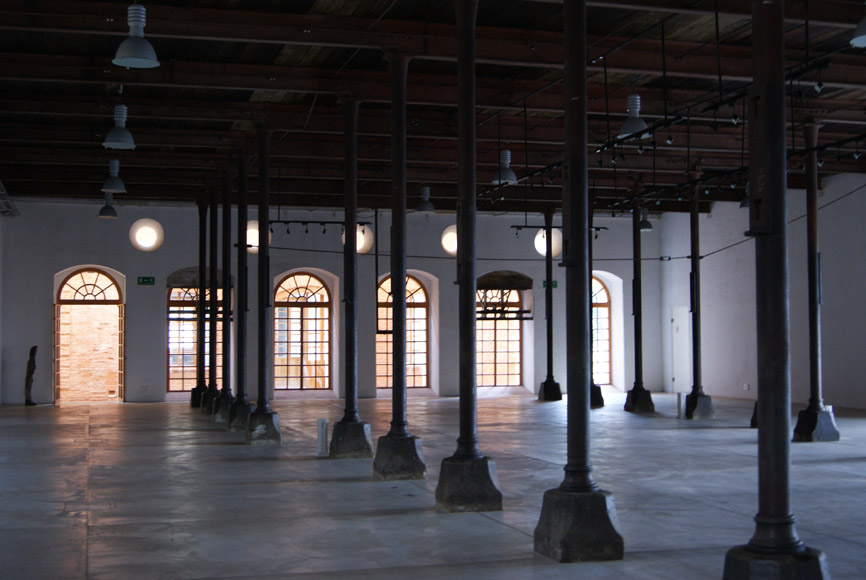
Salón de exposiciones